# Lars Skou
Lars Skou er en vejlensisk forretningsmand, der siden 2005 har været formand i Vejle Boldklub.
Skou var med i en gruppe af forretningsmænd, der i 2004 indledte arbejdet med at rekonstruere Vejle Boldklubs økonomi og genskabe grundlaget for topfodbold i Vejle. Projektet gik under navnet 4-punkts planen og lancerede fire konkrete mål: Et nyt stadion, oprykning til Superligaen, indtægter på andet end fodbold og en ny sponsorstrategi 
Lars Skou har været med til at opnå en række af målene i 4-punkt planen i sin tid som formand i Vejle Boldklub. Blandt andet har klubben i 2009 den næststørste erhvervsklub i dansk fodbold . Endvidere har Vejle fået et nyt moderne stadion og efter nogle sportsligt og økonomisk hårde år i starten af det nye årtusinde vendte klubben i sommeren 2008 tilbage til Superligaen med det højeste antal point nogensinde opnået under den nuværende turneringsstruktur .
I maj 2009 blev Lars Skou afløst på posten som formand af Niels Duedahl, men allerede i november samme år satte Skou sig igen i formandsstolen i VB, da Duedahl følte at arbejdspresset blev for stort .